# توپولوژی فضازمان
توپولوژی فضازمان، ساختار توپولوژیک فضازمان است که در نسبیت عام بیش از هر شاخه دیگری مورد مطالعه قرار می‌گیرد. نسبیت عام گرانش را به صورت یک منیفلد لورنتزی (یک فضازمان) مدل می‌کند و از این روی مفاهیم توپولوژی در تحلیل محلی و سراسری فضازمان اهمیت می یابد. مطالعه توپولوژی فضازمان به ویژه در کیهان‌شناسی فیزیکی اهمیت دارد.